# Ronny Johansson (musiker)
Ronny Johansson, född 1 februari 1977 i Lannaskede församling, är en svensk musiker.
Johansson växte upp i ett kristet och musikaliskt hem i Landsbro utanför Vetlanda i Småland. Redan som sjuåring började han spela bas.
Han gav ut sin första CD, Mirror of Light, 1998 och har under åren spelat med många artister. 2013 gav han ut sin andra CD, Steadfast, på vilken han både sjunger och spelar bas. Medverkande musiker är även Anders Köllerfors, Kenta Brännlundh, Emmanuel Sandström, Andreas Tillborg, Håkan Persson, Johan Feurst, och på körning Anna Linneá Edström samt Kajsa Köllerfors.
Texterna på Steadfast har Johansson skrivit utifrån personliga erfarenheter av livet och med utgångspunkt i den kristna tron. Skivan vänder sig till en bredare publik och kan genremässigt beskrivas som funk, västkust, fusion och rock. Musikaliskt påminner stilen om Ole Børud, Steve Lukather, Paulo Mendonca och Tower of Power. 
Stop This World släpptes 1 maj 2015 och är en singel bestående av en pop-funk låt och en ballad. Funksingeln Get Your Ticket! släpptes digitalt under mars 2017.

## Diskografi
- Mirror of Light (1998)
- Steadfast (2013)
- Stop This World (2015)
- Get Your Ticket! (2017)